# Augochloropsis apsidialis
Augochloropsis apsidialis är en biart som först beskrevs av Joseph Vachal 1903.  Augochloropsis apsidialis ingår i släktet Augochloropsis och familjen vägbin. Inga underarter finns listade.